# Tichitt
Tichitt este o comună din Regiunea Tagant, Mauritania, cu o populație de 3.158 locuitori.